# Destino para dos
Destino para dos es una película en blanco y negro de Argentina dirigida por Alberto Du Bois según el guion de Luz Tambascio que se estrenó el 9 de mayo de 1968 y que tuvo como protagonistas a Horacio Accavallo, Simonette, Nelly Beltrán y Maurice Jouvet.

## Sinopsis
Al regreso del Japón donde ha obtenido un título mundial, el boxeador Accavallo se entera de que su novia está enferma de gravedad. 
Repasa su vida juntos, de compartida infancia, cuando Accavallo era lustrabotas y, luego, botellero. 

## Reparto
- Horacio Accavallo …Él mismo
- Simonette …Susana Galván
- Nelly Beltrán …Madre
- Juan Carlos Lamas …Mánager
- Chela Ruiz
- Maurice Jouvet …Hermano José
- Ricardo Bauleo …Ledesma
- Amalia Bernabé
- Elba Rosquellas
- Luis Orbegoso
- Coco Fosatti …Botellero
- Gustavo Raso
- Violeta Laguzzi
- Tito Sobral
- Chiyoko Otsubo
- Juan Quetglas

## Comentarios
La Razón opinó:

”Accavallo como intérprete se defiende como un buen boxeador y no obstante su ausencia de condiciones, su empeño lo hace simpático a los ojos del público.”

Manrupe y Portela escriben:

”Intercalando documentales con las peleas de Accavallo, una de esas películas bizarras e increíbles. Para la posteridad.”